# Radioapparaten
Radioapparaten var ett radioprogram som under perioden 3 oktober 1983-10 januari 1992  sändes i SR P3 på förmiddagarna måndag till fredag. Sändningstiderna var 08.30-11.57 under 1980-talet och 08.30-11.00 åren 1990-1992. Programmet' sändes från olika städer runt om i Sverige.
Programmets målgrupp var alla möjliga åldrar men först och främst de som var lite äldre än tonåren, då man utgick från att de flesta lyssnade på arbetstid eller var pensionärer medan ungdomarna normalt var i skolan. Detta radioprogram gjorde diverse reportage om evenemang och hade också intervjuer med artister. Programmet spelade mycket musik, oftast det som låg på listorna men även olika klassiker. I början av 1990-talet omorganiserades P3 och detta radioprogram lades ned. Programledare var Bengt Grafström från Malmö, Kjell Peder Johanson från Luleå, Per Eric Nordquist från Karlstad, Janeric Sundquist och Erik Blix från Stockholm samt Jan Ellerås från Göteborg.
Liknande program togs efter nerläggningen i stället upp av lokalradiostationerna på förmiddagarna. 

### Fotnoter
1. ↑  ”Svensk mediedatabas”. http://smdb.kb.se/catalog/search?q=Radioapparaten+typ%3Aradio&sort=OLDEST. Läst 17 april 2011.
2. ↑  ”Retrogalaxen”. http://www.retrogalaxen.se/radioapp.htm. Läst 17 april 2011.